# Heleen Visser-van der Weele
H.M. (Heleen) Visser-van der Weele (Haarlem, 24 juni 1952 – Almere, 3 januari 2021) was een Nederlands politicus van GroenLinks.
Van 1990 tot 2002 zat ze in de gemeenteraad van Almere en van 2002 tot 2006 was ze daar wethouder. Vanaf mei 2008 was Visser-van der Weele ruim een half jaar waarnemend burgemeester van Hattem als tijdelijk opvolgster van Piet Zoon die burgemeester van Raalte was geworden. Bij de Provinciale Statenverkiezingen van 2011 stond ze bijna onderaan op de kandidatenlijst van GroenLinks in de provincie Flevoland en werd dan ook niet verkozen.
Begin 2021 overleed ze op 68-jarige leeftijd.